# Собор Успіння Пресвятої Діви Марії (Харків)
Собо́р Успі́ння Пресвято́ї Ді́ви Ма́рії, або Катедра Внебовзяття Пресвятої Діви Марії в Харкові (пол. Katedra Wniebowzięcia Najświętszej Maryi Panny w Charkowie) — культова споруда, римо-католицький собор у Харкові, освячений на честь Внебовзяття Пресвятої Діви Марії. Катедральний собор дієцезії Харкова-Запоріжжя.

## Історія

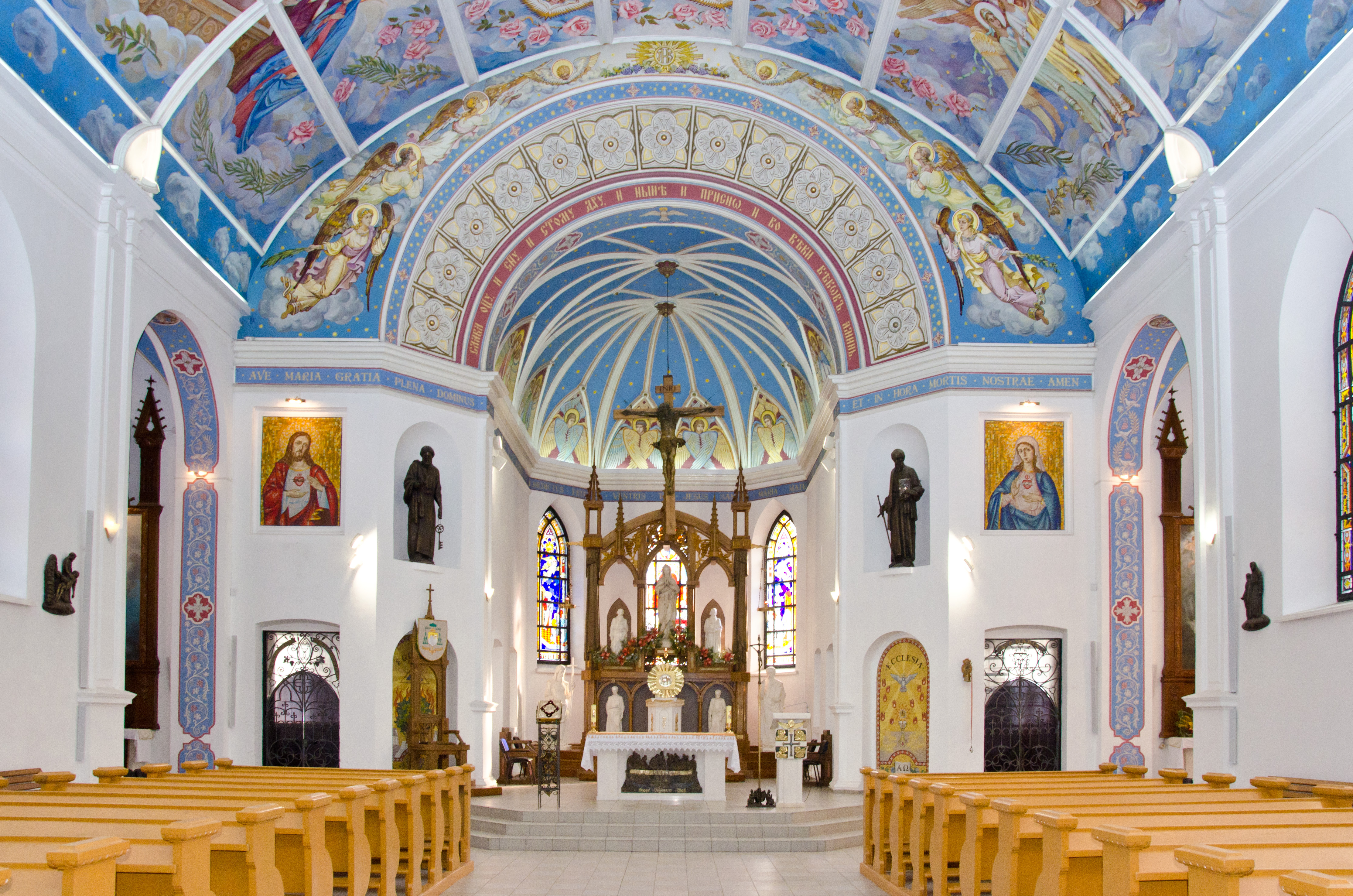
Інтер'єр собору.

У 1831 році латинський парох (пробощ) Гіметій Чаплинський заклав римсько-католицький собор. До цього часу католицька громада відправляла богослужіння в приміщенні Харківського університету, звідтіля її прибрали за наказом попечителя Філатьєва. Перша будівля собору, освячена на честь Вервиці (Розарію) Пречистої Діви Марії (арх. Верещинський) розташовувалася південніше від сучасної, на розі з провулком Мар'яненка (колишнім Харчовим) і була зруйнована під час Німецько-радянської війни.
Новий храм на честь Внебовзяття Пресвятої Діви Марії побудований в 1887—1892 роках за проєктом харківського міського інженера Болеслава Михайловського. Собор є пам'яткою архітектури Харкова (охоронний № 209). 
Будівля має базилікальну форму, високу готичну дзвіницю з круглим вікном-розеткою в другому ярусі, увінчану шпилем. Художник Генрик Семирадзький для собору написав картину «Розп'яття» (на разі її доля залишається невідомою).
26 липня 1892 року храм освятив єпископ Франциск Симон. Орган, виготовлений на Етгітонській фабриці в Баварії, встановлений у квітні 1901 року.
Були відкриті богадільня для нужденних, парафіяльна школа, каплиця на цвинтарі та притулок для бідних дітей імені ксьондза Вагнера. У 1906—1914 рр. часто змінювалися священники, активно ремонтували й облаштовували храм.
Парафіянами собору були римо-католики різних національностей. Передплатні листки для запису пожертвувань на будівництво храму були віддруковані російською, польською, французькою та німецькою мовами. З міграцією населення в роки Першої світової війни в парафії особливо виділяється польська група. При храмі починають діяти громадські збори «Польський дім», де розміщувалися бюро з працевлаштування біженців, харківське відділення Товариства допомоги бідним сім'ям поляків, які брали участь у війні, і потерпілому від військових дій польському населенню, гімнастична секція у старому церковному будинку. З цього часу серед харків'ян закріплюється польська термінологія — «костел», «ксьондз». З 1915 року в Харкові з'являється багато біженців-вірмен з території Османської імперії.

## Радянські роки
У 1917 році закрита парафіяльна богадільня. 8 квітня 1922 губернською комісією з вилучення церковних цінностей було конфісковано кілька предметів літургійного начиння. З літа 1922 до 22 березня 1924 року Харків служив опорним пунктом акції надання гуманітарної допомоги, зібраної католиками Заходу.
31 грудня 1924 року католицька громада укладає договір з губернським виконкомом Ради депутатів «про прийняття в безкоштовне та безстрокове користування храму та предметів, що в ньому знаходяться». 1927 року радянська влада описує усе парафіяльне майно. Віряни були змушені щорічно подавати Харківському Губвиконкому відомості про склад парафії. З цих звітів видно, що парафія залишалась багатонаціональною (в ній були росіяни, українці, поляки, вірмени, французи, литовці, латвійці, італійці, бельгійці, угорці), а загальна кількість парафіян зменшилася з 1 346 осіб (1910) до 766 осіб (січень 1927).
До середини 1930-х життя парафії було відносно спокійним. 4 лютого 1938 року за звинуваченням у контрреволюційній націонал-шпигунської організації був заарештований настоятель Вірменської католицької громади отець Карапет Еганян (розстріляний 27 травня 1938 року в Харкові).

4 листопада 1940 року виконком Харківської міськради виніс постанову про закриття храму, затверджену 10 грудня на засіданні виконкому Харківської облради. Будівля передана театру ім. Шевченка. Богослужіння відновилися під час німецької окупації та тривали після звільнення Харкова до 1945 року, коли храм був остаточно закритий та переданий під базу кінопрокату. Приміщення було поділено на два поверхи з багатьма кімнатами.

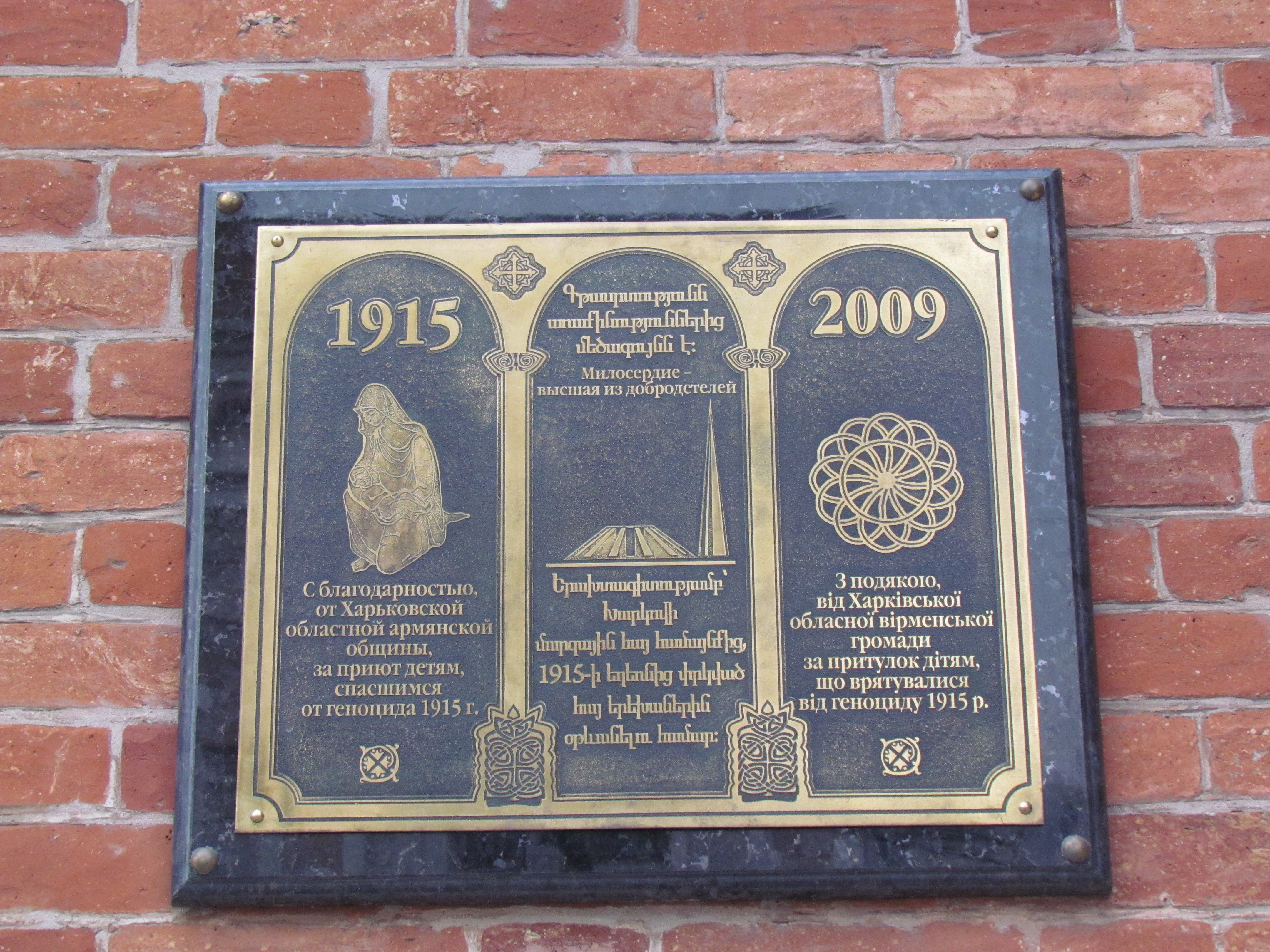
Меморіальна дошка

## Теперішній час
7 січня 1991 року майбутнім настоятелем парафії отцем Юрієм Зімінським на східцях церкви була відслужена перша повоєнна меса. Богослужіння на східцях храму і в квартирах вірян стали регулярними. Незабаром громаду харківських римо-католиків зареєстрував Київський райвиконком Харкова. Почався процес поступового (з кількох кімнат на другому поверсі) повернення парафії будівлі храму, що завершився в грудні 1991 року. На початок 2000-х років відновлений та облаштований інтер'єр храму.
Працює парафіяльна бібліотека, в тому числі з «брайлівськими» книгами для незрячих, парафіяльне видавництво «Magnificat», філія міжнародної організації «Caritas», виходить журнал «Слово з нами» (російською та українською).
23 грудня 2019 року представники національної скаутської організації «Пласт» перед Різдвом доставили до Харкова вогонь із Вифлеєма та виконали колядку «Нова радість стала».

## Галерея

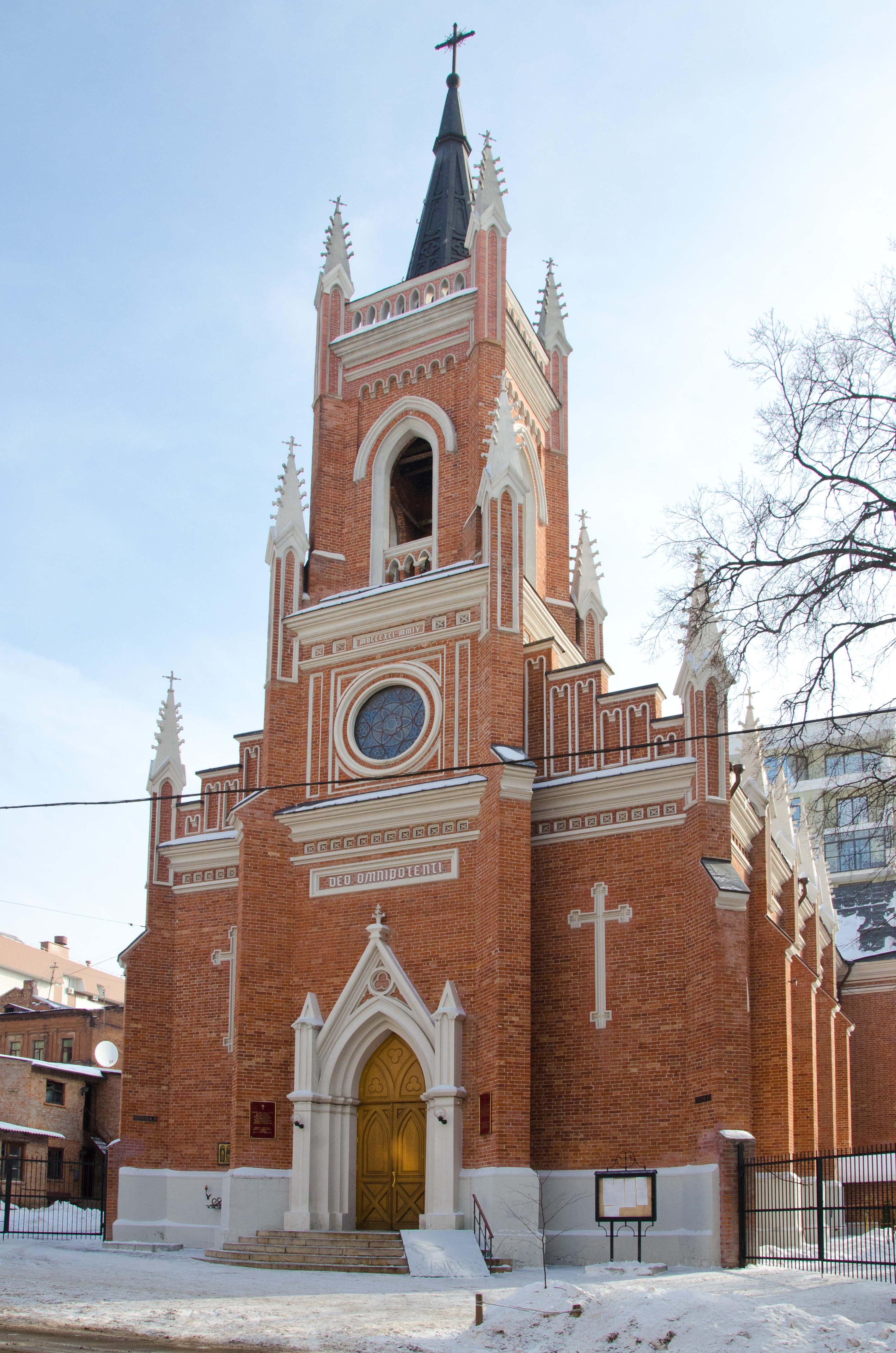
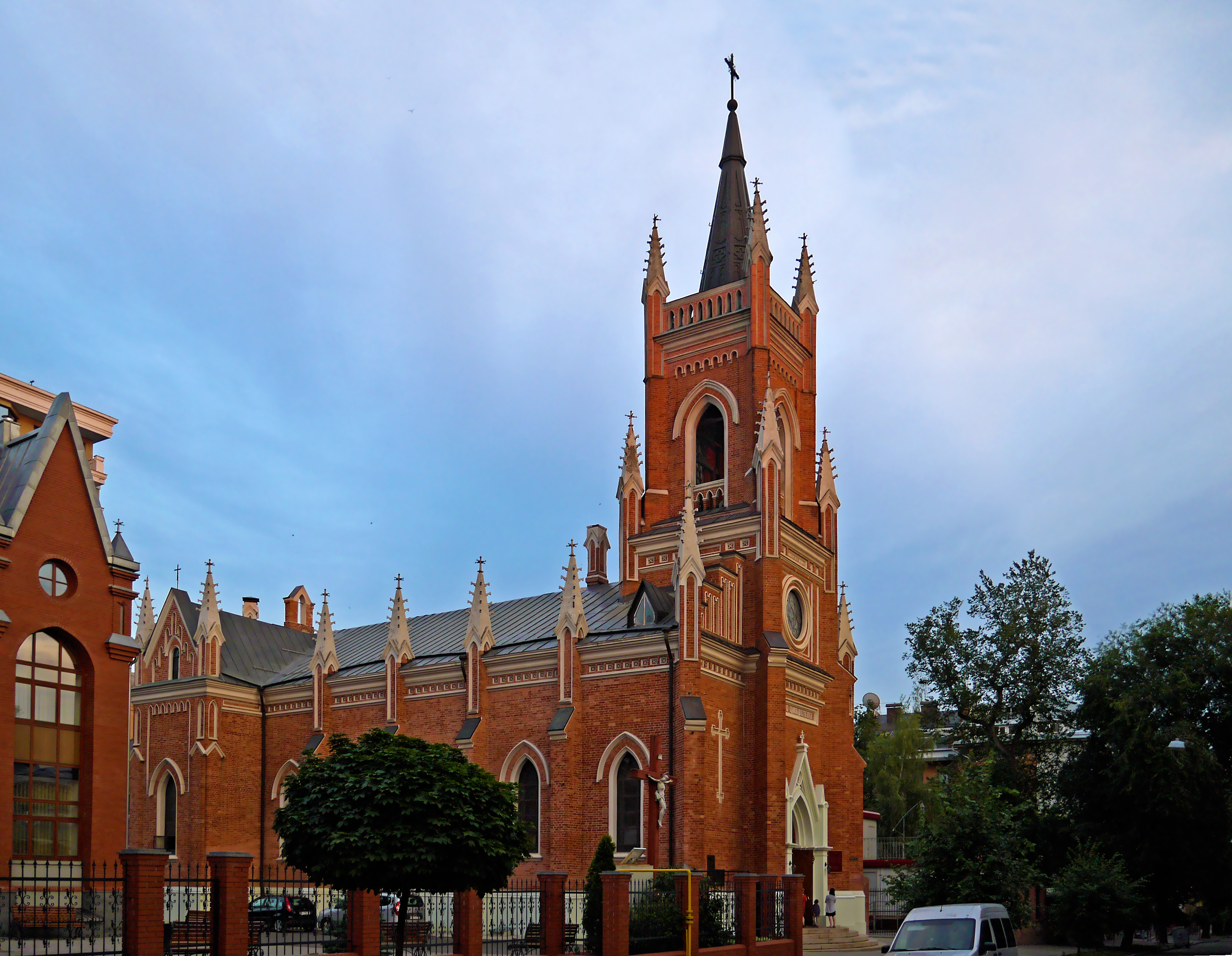
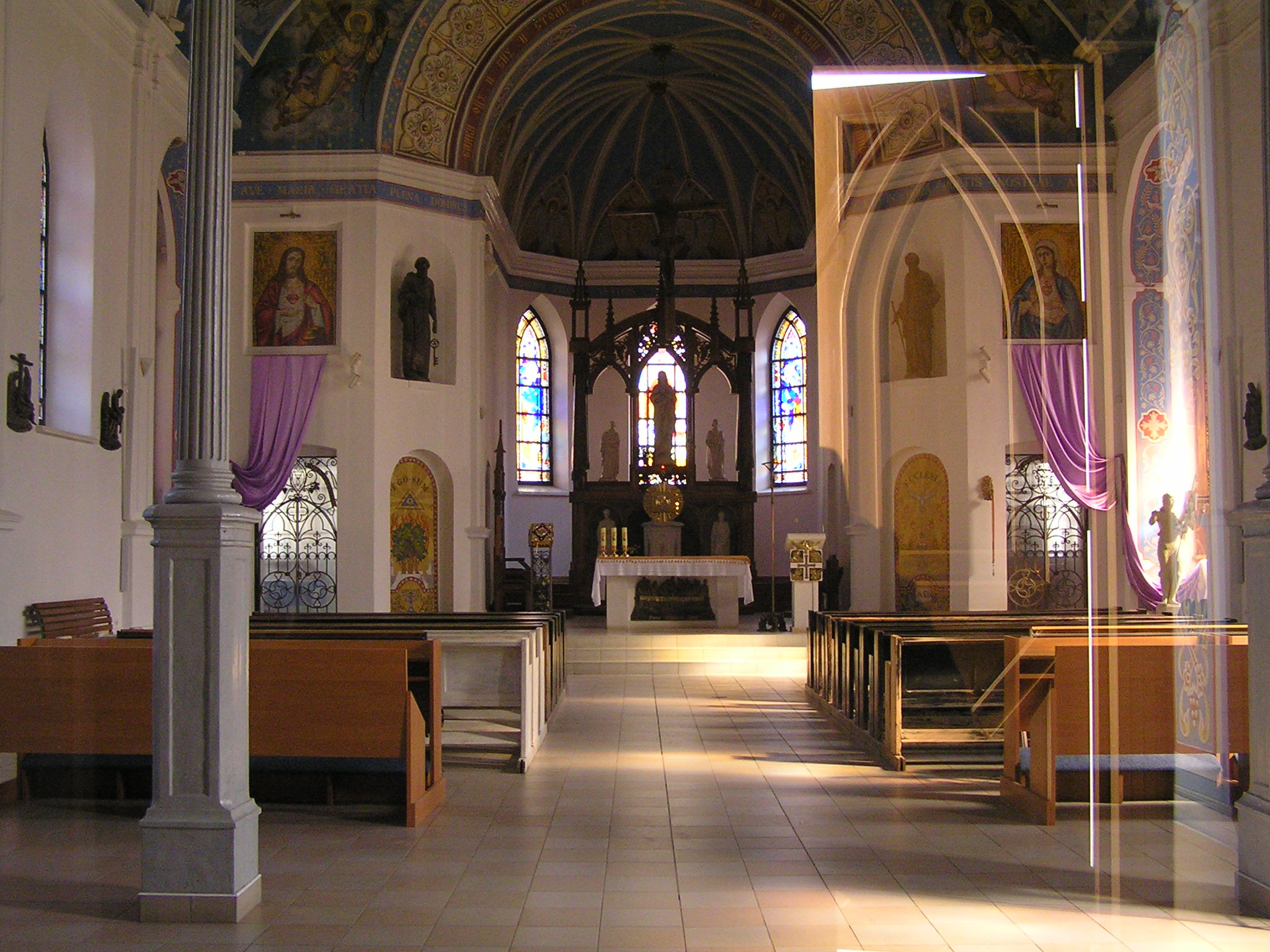
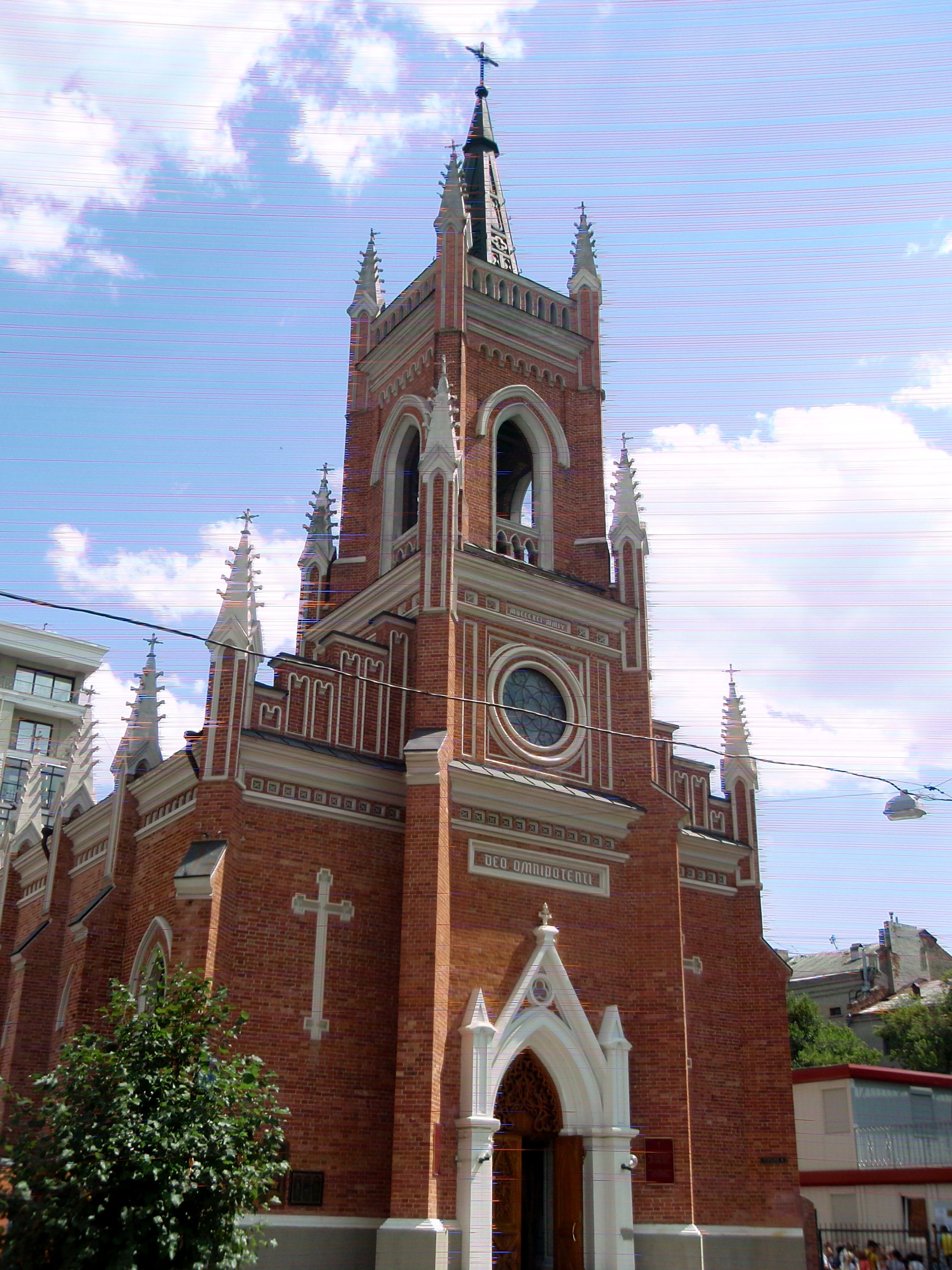
Дзвіниця
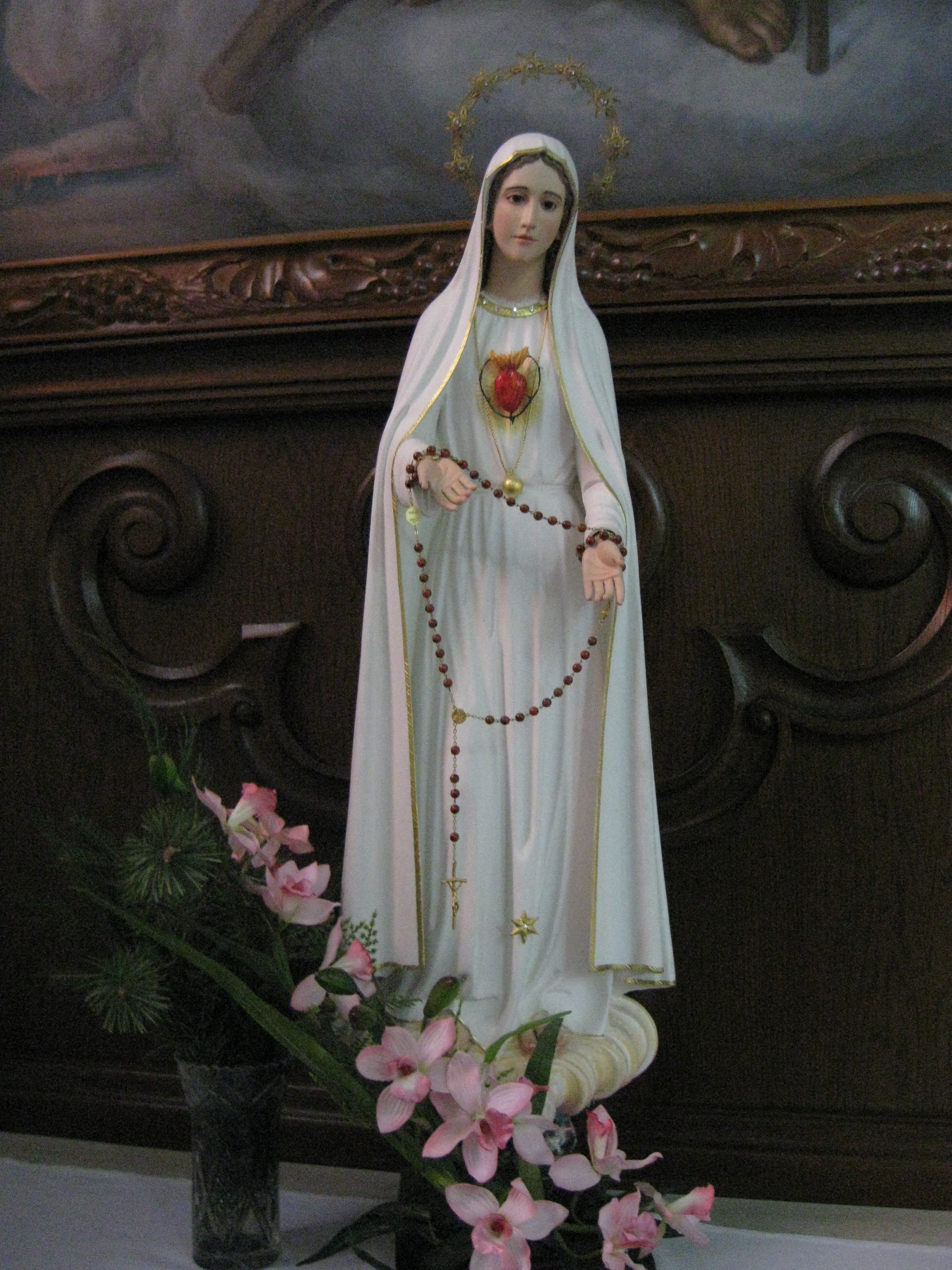
Статуя Діви Марії
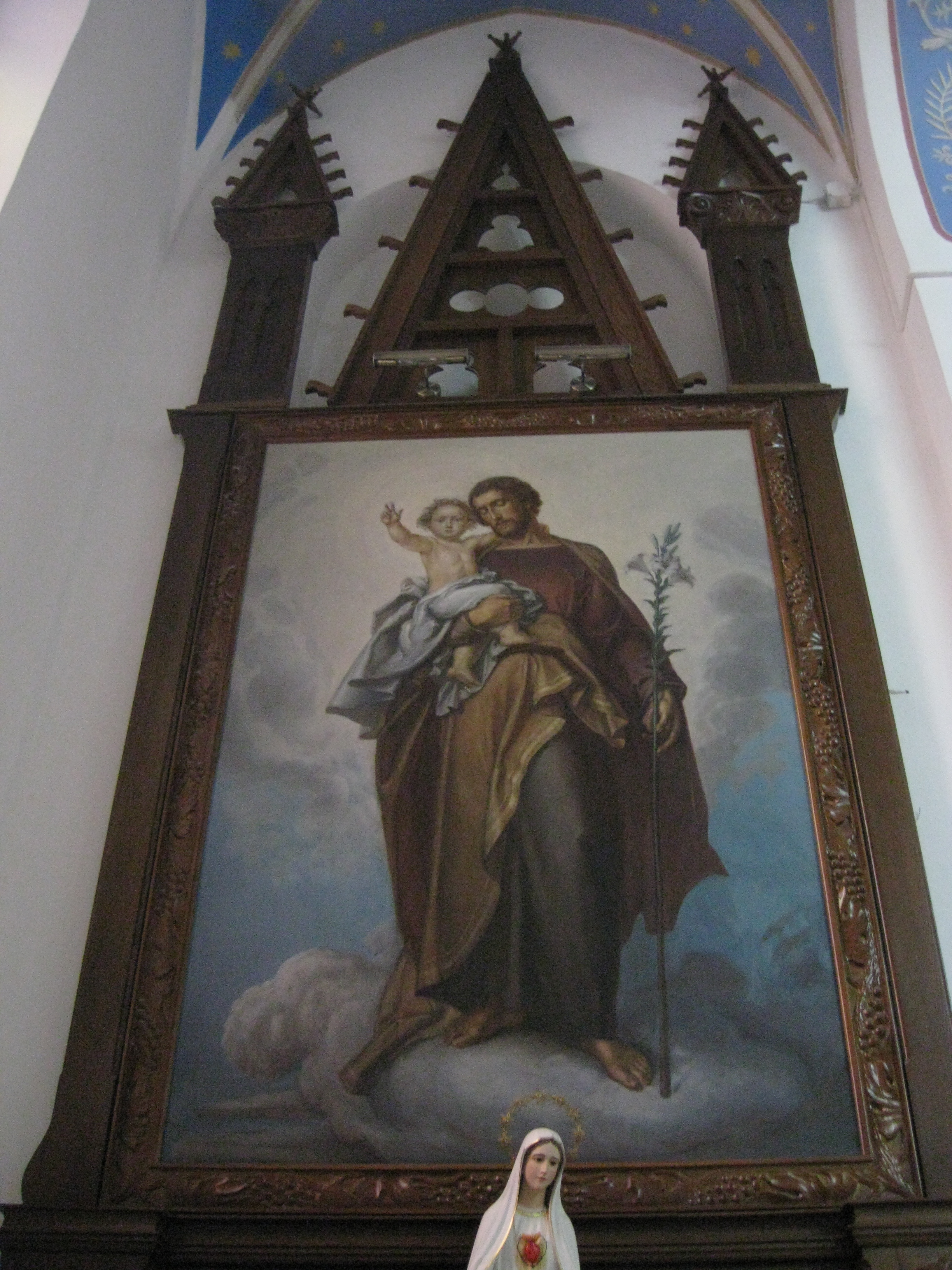
Боковий неф собору
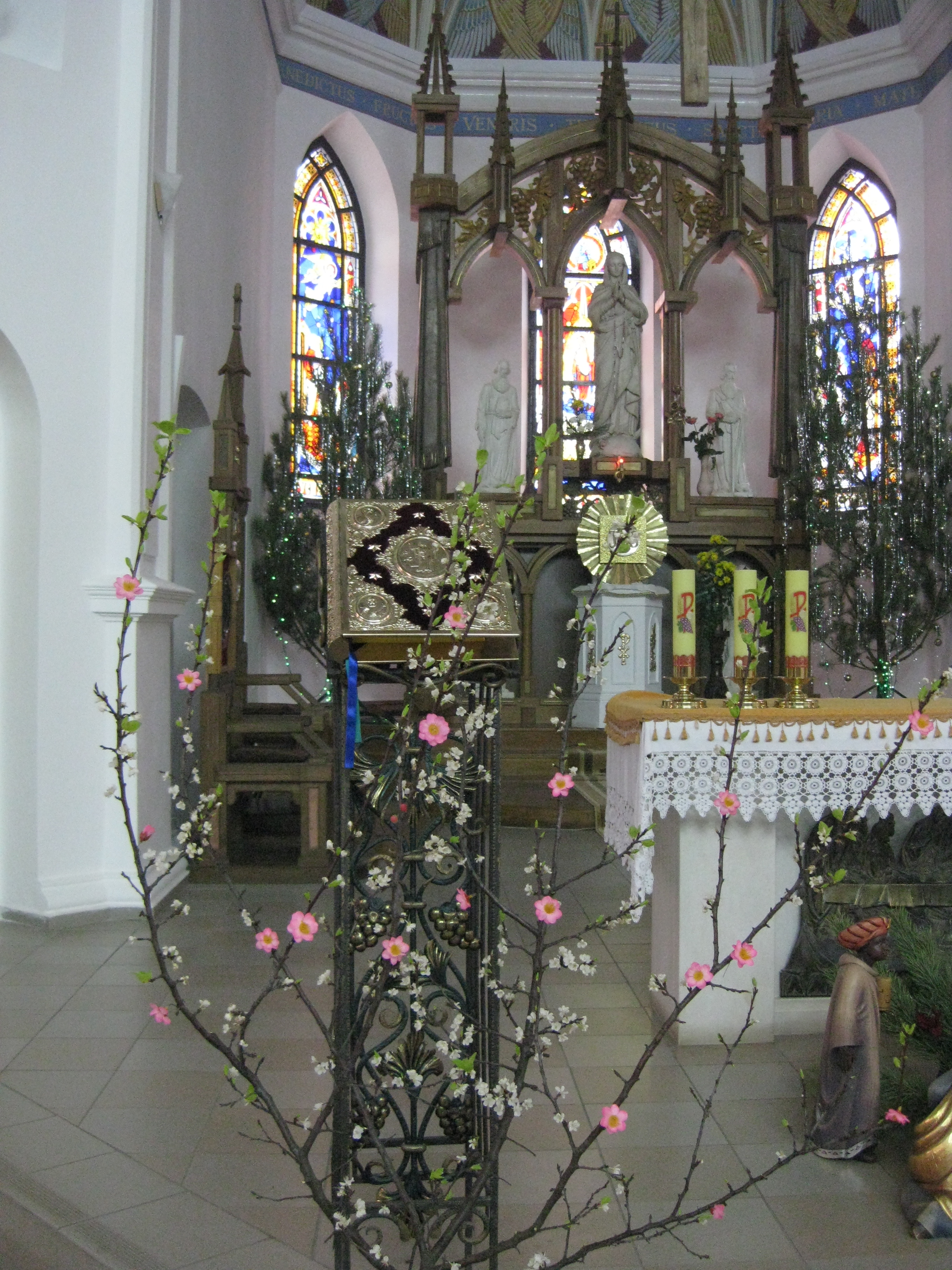
Вівтарна частина собору
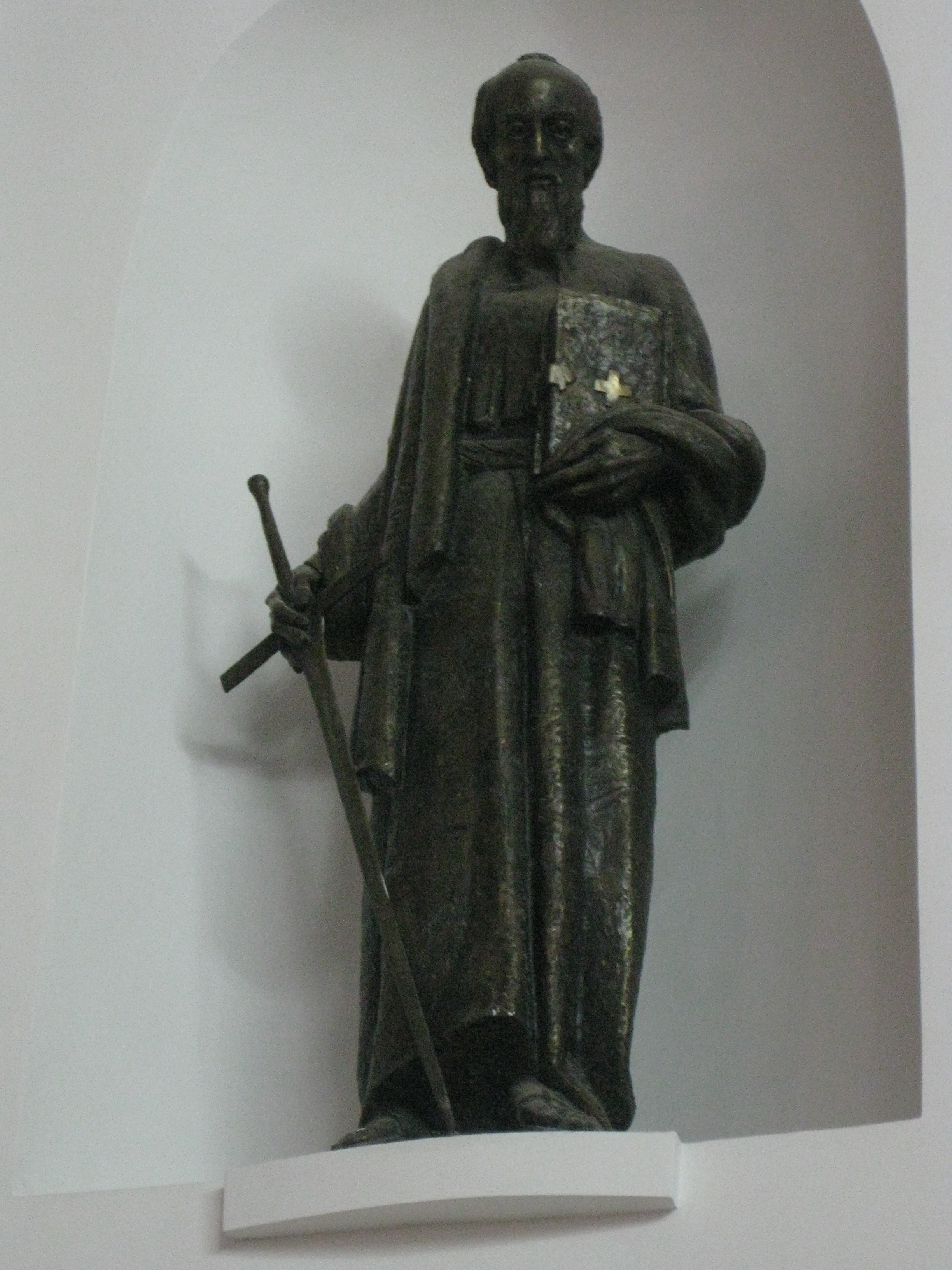
Статуя св. Павла в східній частині собору
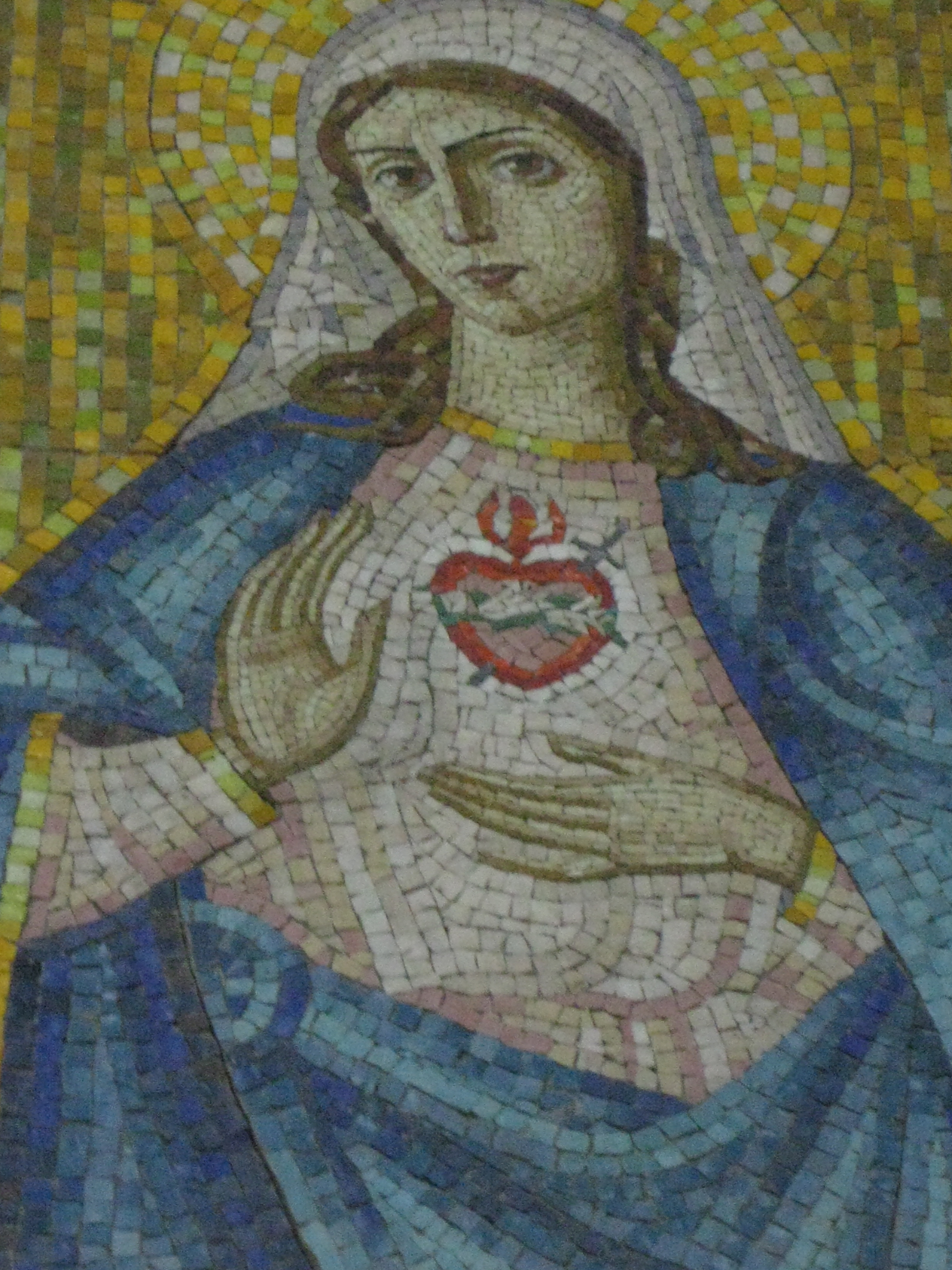
Мозаїка із зображенням Діви Марії
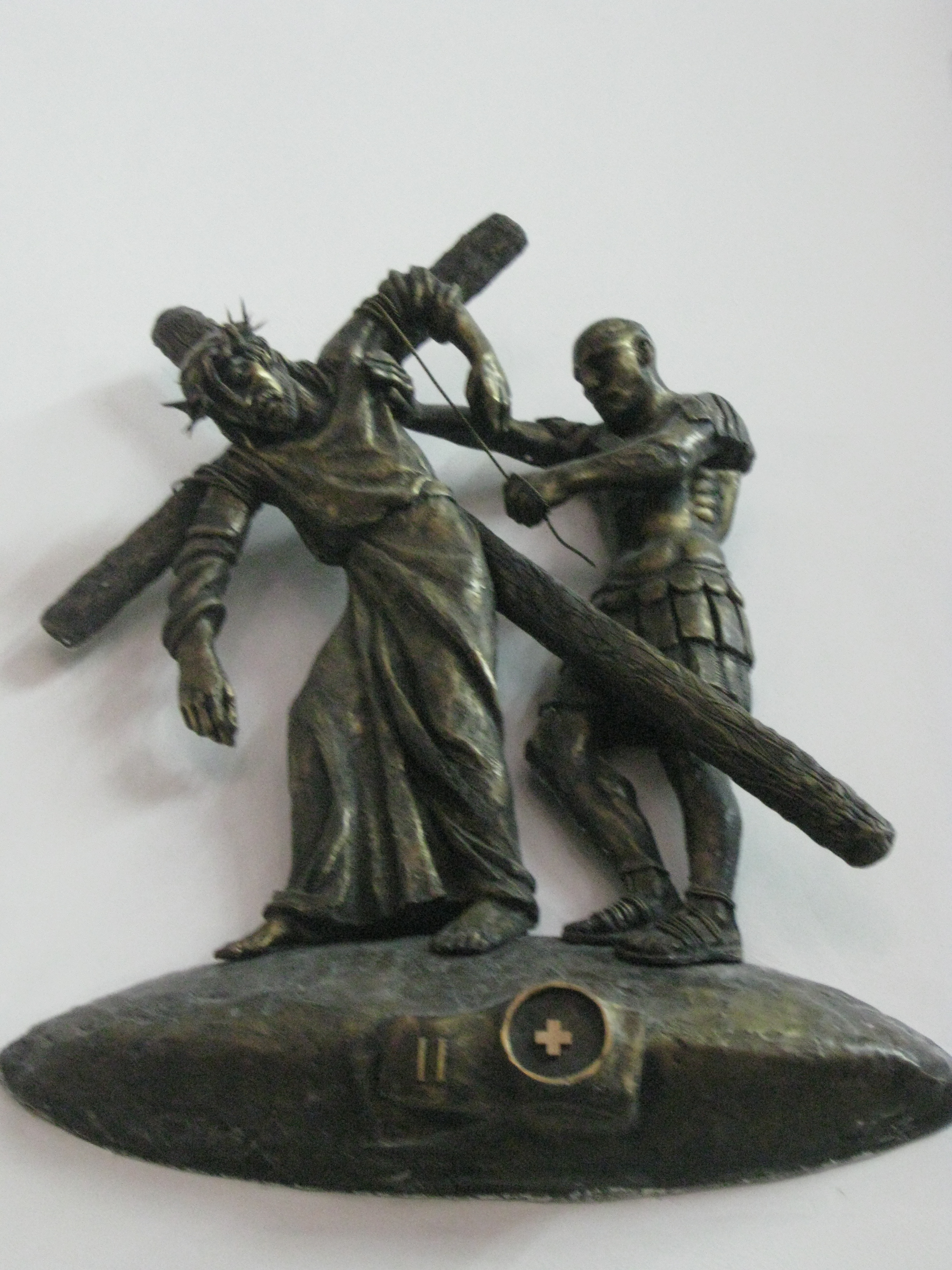
Настінна деталь. Частина «Хресного шляху»
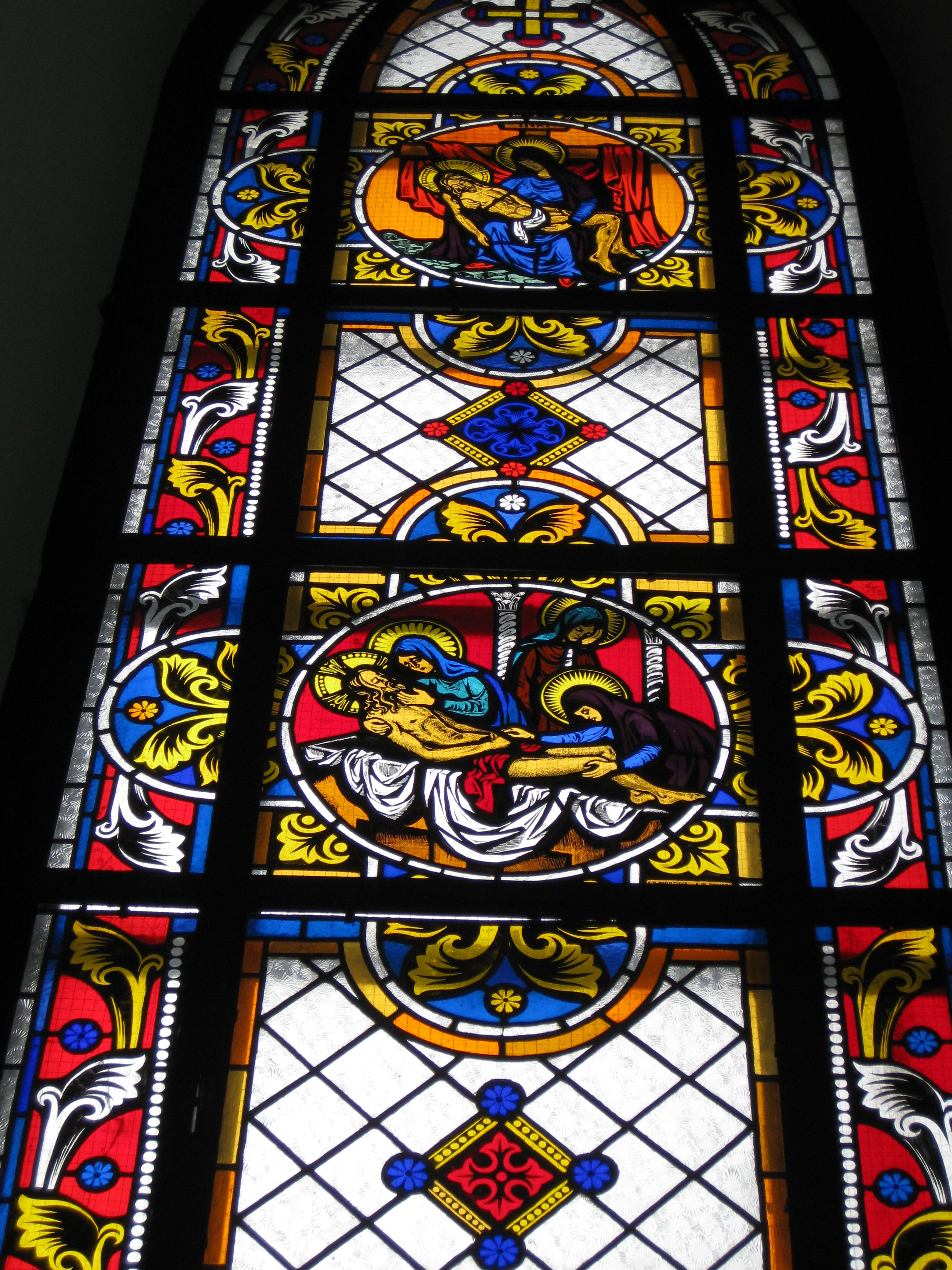
Вітраж собору
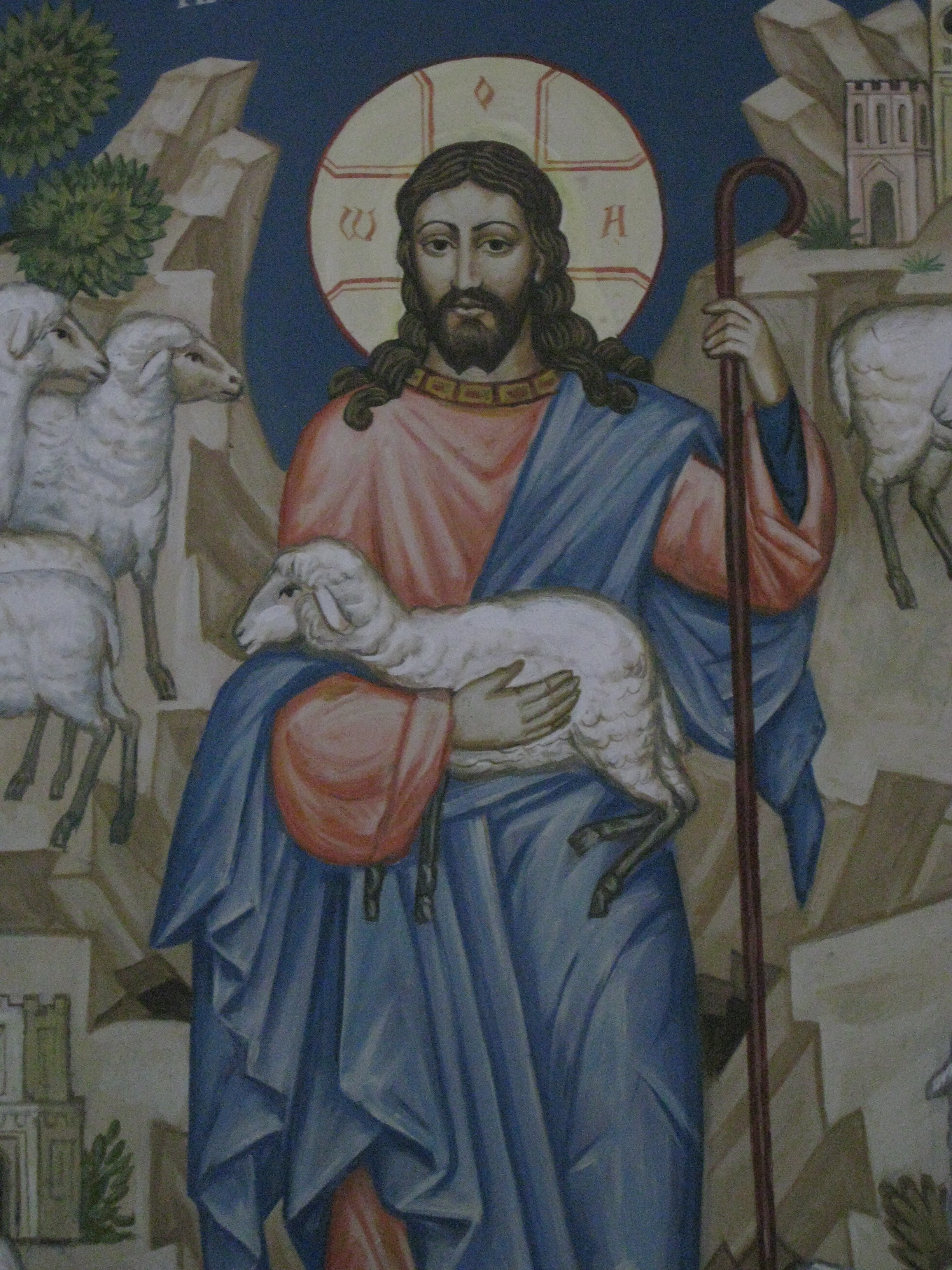
Фреска «Ісус — добрий пастир»
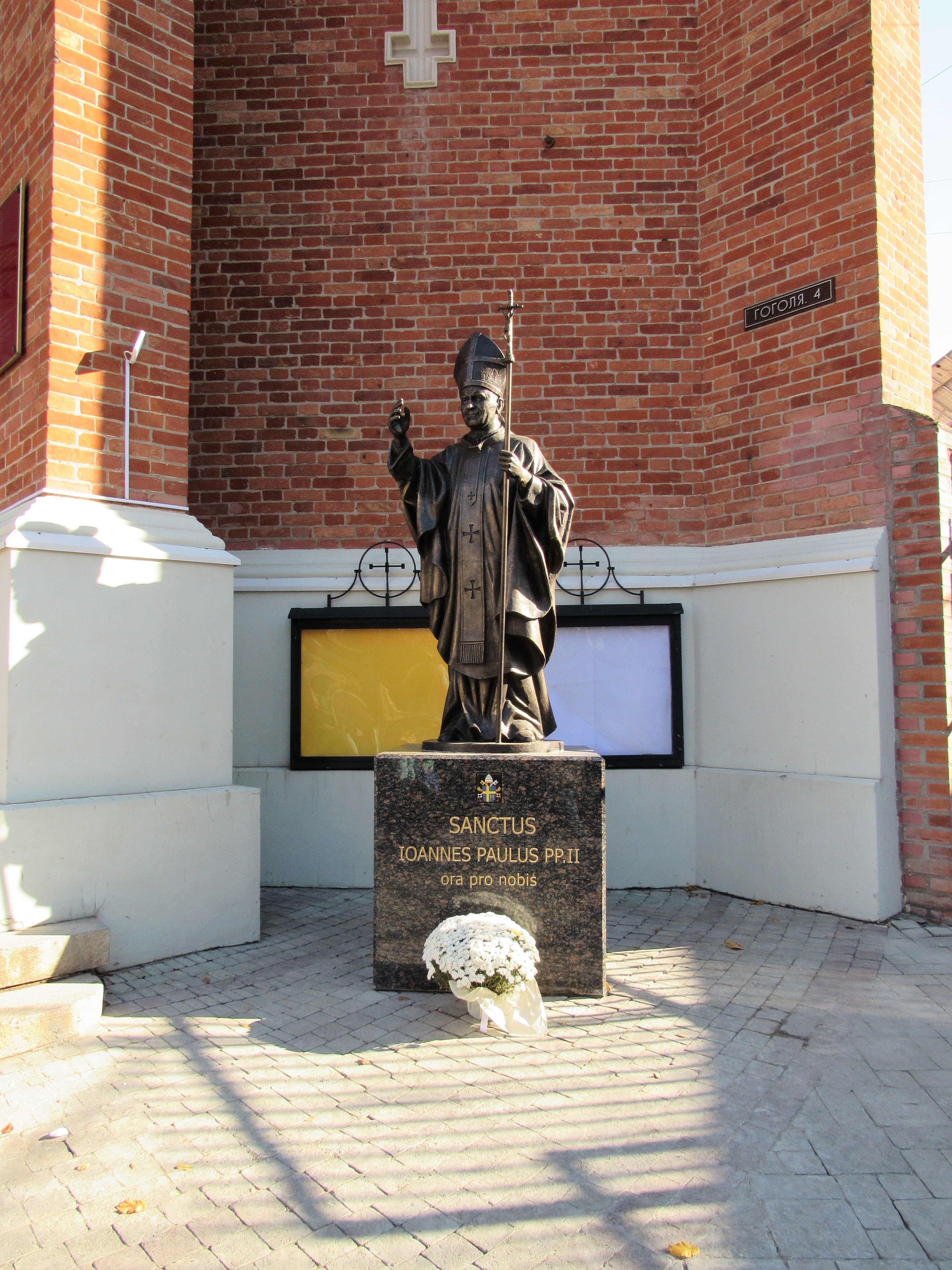
Пам'ятник Папі Івану Павлу II